# Paratragon jadoti
Paratragon jadoti är en skalbaggsart som beskrevs av Teocchi och Henri L. Sudre 2002. Paratragon jadoti ingår i släktet Paratragon och familjen långhorningar. Inga underarter finns listade i Catalogue of Life.